# Potomstwo
Potomstwo - są to organizmy, które posiadają część materiału genetycznego swoich rodziców.

## Opieka nad potomstwem u zwierząt
Opieka rodzicielska, etologiczne, instynktowe zachowania się jednego lub obojga rodziców zwierząt wobec potomstwa; opieka nad potomstwem może mieć zasadniczo jedną z dwóch postaci: opieki pośredniej lub bezpośredniej.

### Opieka pośrednia
Opieka pośrednia może mieć formę opieki uprzedniej — zapewnienie potomstwu warunków odpowiednich tylko dla początku rozwoju (bez kontaktu z rodzicami w tym stadium, np. składanie jaj przez muchę plujkę w mięsie) lub formę opieki zapewniającej odpowiednie warunki dla wyklucia się i rozwoju w dalszych etapach (np. u pszczół samotnych, nastecznikowatych lub grzebaczowatych).

### Opieka bezpośrednia

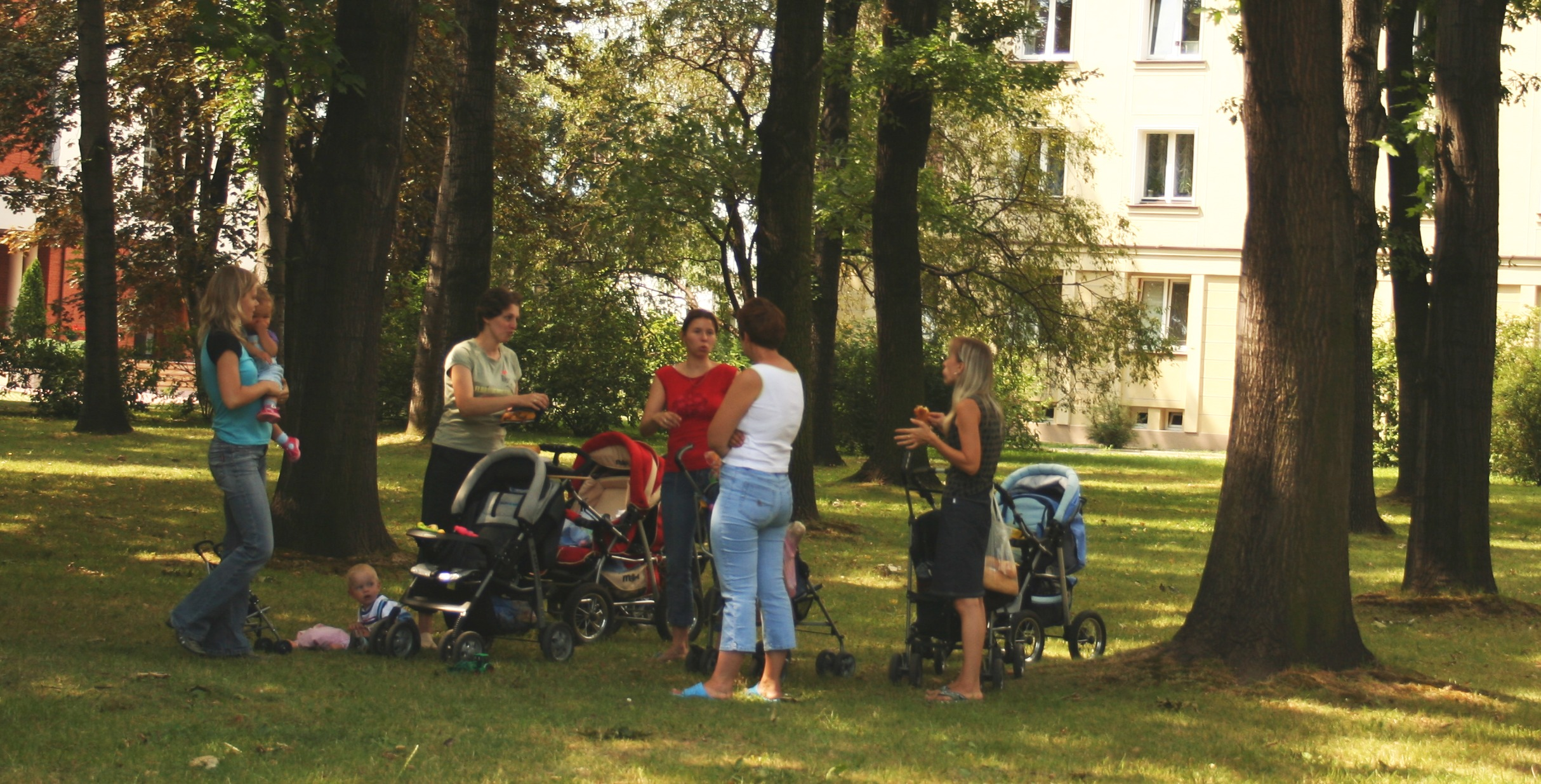
U ludzi występuje typ opieki bezpośredniej

Opieka bezpośrednia (forma wyższa) zaczyna się od wybrania, a czasem nawet przygotowania, miejsca wydania na świat potomstwa lub złożenia jaj. Trwa po przyjściu na świat potomstwa i polega na bezpośrednim kontakcie. Jest ona znana przede wszystkim u ptaków i ssaków, niektórych ryb, płazów i gadów; spośród owadów występuje u skorka, a także u wielu żądłówek zarówno samotnych, jak i społ. U niektórych żądłówek może się zaczynać tuż przed złożeniem jaj, kontynuować w kontakcie z nimi, kończyć się przed wykluciem larw (jak u piaskówki) lub przebiegać równocześnie z ich rozwojem (jak u wardzanka czy grabarzy). Bezpośrednia opieka nad potomstwem jest krótsza u zagniazdowników i dłuższa (oraz z większym nakładem) u gniazdowników.

### Podział ról
Choć u wielu gatunków zwierząt tylko jedno z rodziców opiekuje się potomstwem, to wiele jest przypadków (zwłaszcza u ptaków), gdy oboje rodzice podejmują ten trud lub ma miejsce podział ról — jeden osobnik zajmuje się młodymi czy jajami, a drugi go karmi (jak np. u tukana); u niektórych ssaków oboje rodzice opiekują się dziećmi, np. u likaona czy pantery śnieżnej, u większości jednak potomstwem opiekuje się głównie samica (np. u niedźwiedzi).